# Josef Jonsson
Josef Petrus Jonsson (Enköping, 21 de juny de 1887 - Norrköping, 9 de maig de 1969) fou un compositor i crític musical suec.
Jonsson va estudiar piano i més tard va fer classes d'instrumentació amb Ivar Hellman. De 1922 a 1966 va ser crític musical a Östergötlands Folkblad. Va compondre simfonies i altres obres orquestrals, un concert per a violí, una cantata, obres de música de cambra, peces de piano i cançons.

## Obres
- Korallrevet, poema simfònic per a baríton, cor i orquestra, 1916
- Simfonia núm. 1 "Nordland", 1919-1922
- Simfonia núm. 2, 1931
- Missa solemnis, per a cor, orquestra i orgue, 1934
- Simfonia núm 3, 1947
- Simfonia de cambra, 1949
- Concert per a violí i orquestra, 1960
- Festival Prelude per a orquestra, 1961
- Cantata per a veus, cor de dones, solistes, guitarra, flauta i piano, 1962